# Jay Anson
Pour les articles homonymes, voir Anson.
Jay Anson est un écrivain et scénariste américain né le 4 novembre 1921 à New York (États-Unis) et mort le 12 mars 1980 à Palo Alto (États-Unis).

## Filmographie
- 1967 : Operation Dirty Dozen
- 1967 : Location: Far from the Madding Crowd
- 1968 : Vienna: The Years Remembered (sh) - court métrage
- 1968 : 'Bullitt': Steve McQueen's Commitment to Reality
- 1969 : The Moviemakers
- 1971 : The Moviemakers
- 1971 : Klute in New York: A Background for Suspense
- 1972 : The Saga of Jeremiah Johnson
- 1972 : The Dangerous World of 'Deliverance'
- 1973 : The Moviemakers
- 1973 : The Hero Cop: Yesterday and Today
- 1975 : Urban Living: Funny and Formidable
- 1976 : Logan's Run: A Look Into the 23rd Century
- 1976 : Harry Callahan/Clint Eastwood: Something Special in Films
- 2001 : Eastwood in Action (vidéo)